# Titularerzbistum Sugdaea
Sugdaea (ital.: Sugdea) ist ein Titularerzbistum der römisch-katholischen Kirche.
Es geht zurück auf einen Erzbischofssitz in der Stadt Sudak, die sich in der Region Taurien auf der Halbinsel Krim befindet. 
| Titularbischöfe von Sugdaea |                   |                                             |                  |                  |
| Nr.                         | Name              | Amt                                         | von              | bis              |
| 1                           | Thomas Roberts SJ | emeritierter Erzbischof von Bombay (Indien) | 4. Dezember 1950 | 7. Dezember 1970 |